# Vararia
Vararia ist eine Pilzgattung innerhalb der Familie der Lachnocladiaceae. Die Pilze haben oft unscheinbare, mehr oder weniger ockerfarbene, ziemlich zähe und resupinate Fruchtkörper. Im Trama findet man dextrinoide, dickwandige Dichohyphiden und meist sulfopositive Gloeozystiden. Die Typusart ist Vararia investiens. Neuere molekularbiologische Untersuchungen zeigen, dass die Gattung polyphyletisch ist.

## Merkmale

### Makromerkmale
Die resupinaten bis effuso-reflexen, einjährigen aber manchmal geschichteten (mehrjährigen) Fruchtkörper sind am Substrat angewachsen. Sie sind häutig bis ledrig und seltener hart oder krustig und werden bis zu 0,2 mm dick. Nur sehr selten sieht man abgehende Hyphenstränge. Das Hymenophor ist glatt oder höckerig und weißlich bis creme- oder ockerfarben. Das Hymenium ist typischerweise ein Catahymenium. Der Kontext ist ziemlich weich bis zäh, das Sporenpulver weißlich. Das Trama kann manchmal in KOH nachdunkeln.

### Mikromerkmale
Das Hyphensystem ist dimitisch und besteht aus dickwandigen, hyalinen bis gelblichen oder braunen, dextrinoiden Bindehyphen und hyalinen, glatten oder inkrustierten, mehr oder weniger dünnwandigen, generativen Hyphen. An den Septen können Schnallen vorkommen oder auch fehlen. Die sehr variablen, meist glatten Basidiosporen sind ellipsoid, fast kugelig, zylindrisch, spindelförmig, allantoid oder lacrymoid. Bei  einigen tropischen Arten können sie auch ornamentiert sein. Sie sind 2,5–16 µm lang und  2–5,5 µm breit, inamyloid oder teilweise amyloid. Die 21–50 µm langen Basidien sind hyalin, meist urnenförmig bis seltener keulig oder fast zylindrisch und tragen (2-) 4 Sterigmen. Daneben findet man sterile Hymenialelemente, nämlich zylindrische bis keulenförmige, flaschenförmige, bauchig oder spindelig bis pfriemenförmige, 17–80 µm lange Gloeozystiden, die manchmal an ihrer Spitze eine aufgesetzte Papille tragen (Schizopapille). Sie sind glatt, dünn- bis dickwandig und haben oft einen öligen Inhalt, der meist sulfopositiv, bisweilen aber sulfonegativ ist. Man findet sie in sehr variabler Anzahl. Des Weiteren findet man mehr oder weniger differenzierte, dickwandige, hyaline, dextrinoide und mehrmals gabelig verzweigte Dichohyphen. Die äußersten Äste in der Basalschicht sind oft lang und werden dann oft als dextrinoide Bindehyphen oder verzweigte Skeletthyphen bezeichnet. Im (Sub)-Hymenium sind die Dichohyphen relativ kurz und manchmal koralloid.

## Ökologie und Verbreitung
Die Pilze leben parasitisch oder saprophytisch auf Holz von Laub- und Nadelbäumen und erzeugen eine Weißfäule. Selten findet man sie auf der Streu oder dem Boden.

## Systematik
Die Gattung Vararia wurde 1898 durch Petter Adolf Karsten beschrieben. Die Typusart ist Radulum investiens Schwein. Die Gattung Asterostromella Höhn. & Litsch. gilt als synonym.
Vararia wird traditionell zusammen mit den Gattungen Asterostroma, Dichostereum, Lachnocladium und Scytinostroma in die Familie Lachnocladiaceae gestellt. Als verbindendes Merkmal besitzen diese Pilze alle dickwandige, dextrinoide Hyphen in Form von Astero-, Dendro- oder Dichohyphidien. Diese Hyphidien entsprechen funktionell den Bindehyphen, wie man sie bei vielen Polyporen findet. Bei vielen Arten sind diese Hyphen der dominierende Hyphentyp, sodass die Pilze mehr oder weniger zähe Fruchtkörper haben. Normalerweise bilden die Lachnocladiaceae kein geschlossenes Hymenium. Stattdessen werden die Basidien tief im Hymenium zwischen den Hyphiden gebildet und strecken sich erst bei Reife bis zur Oberfläche, um ihre Sporen abzugeben. Daher sind die Basidien oft urnenförmig. Sie haben eine breite Basis aus der unter geeigneten Bedingungen schnell ein schlanker, lang gestreckter Hals herauswächst. Diese Art des Hymeniums wird als Catahymenium bezeichnet. Das Catahymenium ist eine Anpassung an vorübergehende Trockenheitsperioden. Die unterschiedlich gestalteten Hyphiden reduzieren die Verdunstung, ganz ähnlich wie es die Haare auf den Blättern einiger Xerophyten (an Trockenheit angepasste Pflanzen) tun. Unter geeigneten Bedingungen können Basidiolen schnell heranreifen und zur Sporulation kommen.
Neuere molekularbiologische Verwandtschaftsanalysen zeigen, dass auch Peniophora-, Gloiothele- und Vesiculomyces-Arten zur Lachnocladiaceae Verwandtschaft gehören, obwohl diese Arten keine Dicho- oder Asterohyphiden haben. Bei einigen Vertretern der Peniophora kommen Dendrohyphiden vor. In der Vergangenheit wurde besonders die Abgrenzung der beiden nah verwandten Gattungen Scytinostroma und Vararia kontrovers diskutiert. Viele Mykologen hielten die Trennung der Gattung für künstlich und glaubten, dass beide Gattungen ein gemeinsames, natürliches Taxon bilden. Auch die jüngsten molekularbiologischen Untersuchungen zeigen, dass beide Gattungen sich in mehrere Abstammungslinien auftrennen, wobei mehrere Zweige Vertreter aus beiden Gattungen enthalten. Das Bild ist aber nach wie vor unvollständig, da erst ein Bruchteil der Arten molekularbiologisch untersucht wurde. Die Gattung Scytinostroma wurde eingeführt, um Arten mit spärlich verzweigten, dextrinoiden Skeletthyphen von Arten mit reich verzweigten, Dichohyphiden abzugrenzen, wie sie für die Vertreter der Gattung Vararia typisch sind. Unklar ist auch, ob und wie sich die Gattung Lachnocladium von den beiden zu vorgenannten Gattungen abgrenzt. Lediglich die Arten der Gattungen Dichostereum und Peniophora scheinen zwei monophyletische Gruppen innerhalb der Familie zu bilden. Wie Vararia hat Dichostereum Dichohyphiden, hat aber im Gegensatz zu Vararia kugelige, grob ornamentierte, amyloide Sporen. Auch die untersuchten Peniophora-Arten bilden ein gemeinsames Cluster. Peniophora ist ebenfalls eine sehr artenreiche Gattung. Die meisten Arten haben knotig-septierte Hyphen, sulfopositive Gloeozystiden und charakteristische dickwandige, inkrustierte Zystiden, die man als Metuloide bezeichnet. Die Sporen sind immer glatt und inamyloid. Die Arten sind nahe mit Vararia investiens der Typusart der Gattung Vararia verwandt und sind ein Schwestertaxon der Gattung Dichostereum.

## Arten
Weltweit sind über 50 Arten bekannt, im deutschsprachigen Raum kommen folgende Arten vor:
| Wissenschaftlicher Name | Autor                               | Deutscher Name                                      |
| ----------------------- | ----------------------------------- | --------------------------------------------------- |
| Vararia gallica         | (Bourdot & Galzin 1911) Boidin 1951 |                                                     |
| Vararia hauerslevii     | Boidin 1989                         |                                                     |
| Vararia investiens      | (Schwein.) P. Karst. 1903           |                                                     |
| Vararia ochroleuca      | (Bourdot & Galzin) Donk 1930        | Ockerfarbener Gelbfilzlagerpilz, Ockergelbe Vararia |